# Chichapala
Chichapala är en ort i Mexiko.   Den ligger i kommunen Huayacocotla och delstaten Veracruz, i den sydöstra delen av landet, 160 km nordost om huvudstaden Mexico City. Chichapala ligger 1 179 meter över havet och antalet invånare är 130.
Terrängen runt Chichapala är bergig åt sydväst, men åt nordost är den kuperad. Runt Chichapala är det ganska glesbefolkat, med 38 invånare per kvadratkilometer. Närmaste större samhälle är Tenango de San Miguel, 4,3 km söder om Chichapala. Omgivningarna runt Chichapala är en mosaik av jordbruksmark och naturlig växtlighet.